# Гафт-Банд
Гафт-Банд (перс. هفت بند) — село в Ірані, у дегестані Пір-Кух, у бахші Дейламан, шагрестані Сіяхкаль остану Ґілян. За даними перепису 2006 року, його населення становило 66 осіб, що проживали у складі 15 сімей.

## Клімат
Середня річна температура становить 8,81 °C, середня максимальна – 24,20 °C, а середня мінімальна – -8,18 °C. Середня річна кількість опадів – 354 мм.
| Клімат поселення                              | Клімат поселення | Клімат поселення | Клімат поселення | Клімат поселення | Клімат поселення | Клімат поселення | Клімат поселення | Клімат поселення | Клімат поселення | Клімат поселення | Клімат поселення | Клімат поселення | Клімат поселення |
| Показник                                      | Січ.             | Лют.             | Бер.             | Квіт.            | Трав.            | Черв.            | Лип.             | Серп.            | Вер.             | Жовт.            | Лист.            | Груд.            |                  |
| Середній максимум, °C                         | 2,38             | 3,36             | 5,80             | 12,35            | 17,76            | 22,01            | 24,20            | 24,04            | 20,22            | 16,66            | 10,79            | 4,73             |                  |
| Середня температура, °C                       | −2,9             | −1,94            | 0,52             | 7,08             | 12,49            | 16,74            | 19,72            | 19,56            | 15,74            | 12,18            | 6,30             | 0,25             |                  |
| Середній мінімум, °C                          | −8,18            | −7,21            | −4,75            | 1,79             | 7,21             | 11,46            | 15,23            | 15,06            | 11,26            | 7,68             | 1,82             | −4,24            |                  |
| Норма опадів, мм                              | 33               | 37               | 59               | 47               | 38               | 12               | 11               | 8                | 10               | 27               | 34               | 38               |                  |
| Середньомісячна швидкість вітру, м/с          | 1.93             | 2.47             | 2.62             | 2.91             | 2.49             | 2.15             | 2.03             | 1.85             | 1.79             | 1.95             | 2.22             | 1.83             |                  |
| Середньомісячна сонячна радіація, кДж/м²·день | 7772             | 10233            | 12752            | 16821            | 20837            | 23759            | 23584            | 20903            | 17739            | 12903            | 9425             | 7406             |                  |
| --------------------------------------------- | ---------------- | ---------------- | ---------------- | ---------------- | ---------------- | ---------------- | ---------------- | ---------------- | ---------------- | ---------------- | ---------------- | ---------------- | ---------------- |
| Джерело:                                      |                  |                  |                  |                  |                  |                  |                  |                  |                  |                  |                  |                  |                  |